# Policarp Hortolà
 (août 2022).
La mise en forme du texte ne suit pas les recommandations de Wikipédia : il faut le « wikifier ».
Les points d'amélioration suivants sont les cas les plus fréquents. Le détail des points à revoir est peut-être précisé sur la page de discussion.
- Les titres sont pré-formatés par le logiciel. Ils ne sont ni en capitales, ni en gras.
- Le texte ne doit pas être écrit en capitales (les noms de famille non plus), ni en gras, ni en italique, ni en « petit »…
- Le gras n'est utilisé que pour surligner le titre de l'article dans l'introduction, une seule fois.
- L'italique est rarement utilisé : mots en langue étrangère, titres d'œuvres, noms de bateaux, etc.
- Les citations ne sont pas en italique mais en corps de texte normal. Elles sont entourées par des guillemets français : « et ».
- Les listes à puces sont à éviter, des paragraphes rédigés étant largement préférés. Les tableaux sont à réserver à la présentation de données structurées (résultats, etc.).
- Les appels de note de bas de page (petits chiffres en exposant, introduits par l'outil «  Source ») sont à placer entre la fin de phrase et le point final[comme ça].
- Les liens internes (vers d'autres articles de Wikipédia) sont à choisir avec parcimonie. Créez des liens vers des articles approfondissant le sujet. Les termes génériques sans rapport avec le sujet sont à éviter, ainsi que les répétitions de liens vers un même terme.
- Les liens externes sont à placer uniquement dans une section « Liens externes », à la fin de l'article. Ces liens sont à choisir avec parcimonie suivant les règles définies. Si un lien sert de source à l'article, son insertion dans le texte est à faire par les notes de bas de page.
- La présentation des références doit suivre les conventions bibliographiques. Il est recommandé d'utiliser les modèles {{Ouvrage}}, {{Chapitre}}, {{Article}}, {{Lien web}} et/ou {{Bibliographie}}. Le mode d'édition visuel peut mettre en forme automatiquement les références.
- Insérer une infobox (cadre d'informations à droite) n'est pas obligatoire pour parachever la mise en page.

Pour une aide détaillée, merci de consulter Aide:Wikification.
Si vous pensez que ces points ont été résolus, vous pouvez retirer ce bandeau et améliorer la mise en forme d'un autre article.
 (juillet 2024).
Policarp Hortolà (Badalone, 13 septembre 1958) est un biologiste catalan. Ses recherches portent sur l'étude et le classement des différentes morphologies des globules rouges visibles dans les taches de sang des mammifères retrouvées sur divers supports, reposant sur une discipline qu'il a nommé hémotaphonomie,. L'application de cette méthode est utile en biologie médico-légale, en archéologie préhistorique et en microscopie,,,,,,.

## Biographie
Il combine les trois dernières années de l'enseignement secondaire avec des études professionnelles en chimie de laboratoire et obtient une licence et maîtrise en sciences biologiques à l'Université de Barcelone. Bien que sa vocation depuis l'enfance était la zoologie et, plus précisément, l'éthologie, diverses circonstances l'ont finalement conduit à explorer d'autres domaines de la biologie. Il complète le programme doctoral Registre sédimentaire et évolution paléoenvironnementale au Département de Stratigraphie et Paléontologie de l'UB. Après avoir terminé le programme de doctorat, il reçoit une bourse du Conseil supérieur de la recherche scientifique pour mener des recherches dans l'Université Rovira i Virgili, au sein du groupe de recherches archéo-paléontologiques de Sierra de Atapuerca. Il obtient son doctorat de cette université avec la thèse Morphologie des érythrocytes de mammifères dans les taches de sang: un étude sur des matériaux lithiques d'intérêt technopréhistorique (en espagnol), recevant le Prix Extraordinaire de Doctorat.
Jusqu'à sa retraite en mai 2025, il était chercheur principal à l'URV depuis 2002. Lors de la création de l'Institut Catalan de Paléoécologie Humaine et Évolution Sociale (IPHES-CERCA) en 2006, il était affecté par l'URV à cet institut tout en restant membre de cette université. La même année, il a été intégré dans la 24e édition du Who's Who in the World,.
En 2024, il est élu Fellow de la Linnean Society of London.
En plus de son activité de recherche, il enseigne à l'Université des matières telles que la paléoécologie humaine, l'archéologie moléculaire, la génétique ou l'épistémologie de l'évolution.